# ممارسة قائمة على أدلة
الممارسة القائمة على الأدلة (بالإنجليزية: Evidence-based practice)‏ هي أي ممارسة تعتمد على الأدلة العلمية للتوجيه واتخاذ القرارات. قد تعتمد الممارسات التي لا تستند إلى الأدلة على التقاليد أو الحدس أو غيرها من الأساليب غير المثبتة. بدأت الممارسات المستندة إلى الأدلة تكتسب منذ إدخال الطب القائم على الأدلة بشكل رسمي في عام 1992، وانتشرت إلى المهن الصحية المرتبطة، والتعليم، والإدارة، والقانون، والسياسة العامة، وغيرها من المجالات. في ضوء الدراسات التي تظهر مشاكل في البحث العلمي (مثل أزمة التكرار)، هناك أيضًا حركة لتطبيق الممارسات المستندة إلى الأدلة في البحث العلمي نفسه. البحث في الممارسة القائمة على الأدلة في العلوم يسمى بالبحوث القائمة على الأدلة.
تحاول الحركة نحو الممارسات القائمة على الأدلة تشجيع المحترفين وغيرهم من صانعي القرار، وفي بعض الحالات على إجبارهم، على إيلاء المزيد من الاهتمام للأدلة لإثراء عملية اتخاذ القرارات الخاصة بهم. الهدف من الممارسة المستندة إلى الأدلة هو القضاء على الممارسات غير السليمة أو التي عفا عليها الزمن لصالح الممارسات الأكثر فعالية من خلال تحويل الأساس لصنع القرار من التقليد، والحدس، والخبرة غير المنهجية إلى البحث العلمي الراسخ.

## التاريخ
بالنسبة لمعظم التاريخ، اعتمدت المهن على ممارساتها على الخبرة المستمدة من الخبرة المنقولة في شكل التقاليد. لم يتم تبرير العديد من هذه الممارسات بالأدلة، والتي مكنت في بعض الأحيان دجل وسوء الأداء. حتى في حالة عدم وجود الدعاية العلنية، قد لا تكون جودة وكفاءة الممارسات القائمة على التقاليد هي الأمثل. بما أن الطريقة العلمية أصبحت معروفة بشكل متزايد كوسيلة سليمة لتقييم الممارسات، فقد أصبحت الممارسات القائمة على الأدلة تعتمد بشكل متزايد.
أحد أوائل أنصار الممارسة القائمة على الأدلة كان ارشي كوكران، وهو عالم وبائي قام بتأليف كتاب فعالية وكفاءة: تأملات عشوائية على الخدمات الصحية في عام 1972. جادل كتاب كوكران بأهمية اختبار استراتيجيات الرعاية الصحية بشكل صحيح، وكان أساسًا للأدلة المستندة إلى الأدلة ممارسة الطب. اقترح كوكرين أنه نظرًا لأن الموارد ستكون محدودة دائمًا، فينبغي استخدامها لتوفير أشكال الرعاية الصحية التي تم إظهارها في تقييمات مصممة بشكل صحيح لتكون فعالة. أكد كوكرين أن أكثر الأدلة موثوقية هي تلك التي جاءت من تجارب عشوائية محكومة.
تم تقديم مصطلح «الطب المبني على الأدلة» في عام 1992. وهذا يمثل أول ممارسة قائمة على الأدلة يتم تأسيسها رسميًا. تضمنت بعض التجارب المبكرة في الطب المستند إلى الأدلة اختبار التقنيات الطبية البدائية مثل فصد، ودراسة فعالية العلاجات الحديثة والمقبولة. كان هناك دفع للممارسات القائمة على الأدلة في الطب من قبل مقدمي التأمين، الذين رفضوا في بعض الأحيان تغطية الممارسات التي تفتقر إلى أدلة منهجية من الفائدة. يتوقع معظم العملاء الآن أن يتخذ المهنيون الطبيون قرارات بناءً على الأدلة، والبقاء على اطلاع بأحدث المعلومات. منذ اعتماد الممارسات القائمة على الأدلة على نطاق واسع في الطب، انتشر استخدام الممارسات القائمة على الأدلة بسرعة في مجالات أخرى.
في الآونة الأخيرة، كان هناك دافع للتعليم القائم على الأدلة. إن استخدام أساليب التعلم القائمة على الأدلة مثل التكرار المتباعد يمكن أن يحسن معدل تعلم الطلاب. وقد اقترح بعض المعلقين [من؟] أن النقص المفترض لأي تقدم ملحوظ في مجال التعليم يعزى إلى ممارسة الراحة في تجربة غير مرتبطة وغير تراكمية لآلاف المعلمين الفرديين، كل منهم يعيد اختراع العجلة ويفشل في التعلم من الصعب دليل علمي حول «ما الذي ينجح». يجادل معارضو هذا الرأي بأن الأدلة العلمية القوية هي تسمية خاطئة في التعليم. معرفة أن الدواء يعمل (في الطب) مختلف تمامًا عن معرفة أن طريقة التدريس فعالة، لأن هذا الأخير سيعتمد على مجموعة من العوامل، ليس أقلها تلك المتعلقة بنمط المعلم وشخصيته ومعتقداته واحتياجاته. الأطفال خاصة (هامرسلي 2013). يقترح بعض معارضي الممارسة القائمة على الأدلة في التعليم أن المعلمين بحاجة إلى تطوير ممارساتهم الشخصية، اعتمادًا على المعرفة الشخصية المكتسبة من خلال تجربتهم الخاصة. يجادل آخرون بأن هذا يجب أن يقترن بالأدلة البحثية، ولكن دون أن يعامل الأخير كمصدر متميز.

## ضد التقاليد
الممارسة القائمة على الأدلة هي نهج فلسفي يتعارض مع التقاليد. يمكن العثور على درجة ما من الاعتماد على «الطريقة التي تم بها ذلك دائمًا» في كل مهنة تقريبًا، حتى عندما تتناقض تلك الممارسات مع معلومات جديدة وأفضل.
يزعم بعض النقاد أنه نظرًا لأن البحث يتم على مستوى السكان، فقد لا يتم تعميم النتائج على كل فرد من السكان. لذلك، قد تفشل الممارسات المستندة إلى الأدلة في توفير أفضل حل لكل فرد، وقد تستوعب الممارسات التقليدية الفروق الفردية بشكل أفضل. استجابة لذلك، بذل الباحثون جهدًا لاختبار ما إذا كانت ممارسات معينة تعمل بشكل أفضل مع الثقافات الفرعية وأنواع الشخصية وما إلى ذلك. أعاد بعض المؤلفين تعريف الممارسة القائمة على الأدلة ليشمل ممارسة تتضمن الحكمة والتقاليد والقيم الشخصية المشتركة إلى جانب الممارسات القائمة على الأدلة.

## تقييم الأدلة
تقييم البحث العلمي معقد للغاية. يمكن تبسيط العملية إلى حد كبير عن طريق استخدام مجريات الأمور التي تصنف نقاط القوة النسبية للنتائج التي تم الحصول عليها من البحث العلمي والتي تسمى التسلسل الهرمي للأدلة. يؤثر تصميم الدراسة ونقاط النهاية المقاسة (مثل البقاء على قيد الحياة أو نوعية الحياة) على قوة الأدلة. عادةً ما تحتل المراجعات المنهجية والتحليلات الوصفية أعلى التسلسل الهرمي بينما تحتل تجربة منضبطة معشاة أعلى من الدراسات القائمة على الملاحظة، وتصنف آراء الخبراء وتقارير الحالة في الأسفل. هناك اتفاق واسع على القوة النسبية للأنواع المختلفة من الدراسات، ولكن لا يوجد تسلسل هرمي وحيد ومقبول عالمياً للأدلة. تم اقتراح أكثر من 80 تسلسل هرمي مختلف لتقييم الأدلة الطبية.

## تطبيقات الممارسة القائمة على الأدلة

### الطب
الطب المبني على الأدلة هو نهج للممارسة الطبية يهدف إلى تحسين عملية صنع القرار من خلال التأكيد على استخدام الأدلة من البحوث المصممة بشكل جيد وجيدة الأداء. على الرغم من أن جميع الطب المستند إلى العلم تتمتع بدرجة من الدعم التجريبي، إلا أن الممارسة القائمة على الأدلة يذهب إلى أبعد من ذلك، حيث يصنف الأدلة من خلال قوتها المعرفية ويتطلب أن الأنواع الأقوى فقط (التي تأتي من التحليل التلوي والمراجعات المنهجية والتجارب العشوائية المضبوطة) يمكن أن تقدم توصيات قوية؛ يمكن أن تسفر الأنواع الأضعف (مثل دراسات الحالات والشواهد) عن توصيات ضعيفة فقط. تم استخدام المصطلح في الأصل لوصف نهج لتدريس ممارسة الطب وتحسين القرارات من قبل الأطباء الأفراد حول المرضى الأفراد. توسع استخدام المصطلح بسرعة ليشمل منهجًا موصوفًا مسبقًا يؤكد استخدام الأدلة في تصميم المبادئ التوجيهية والسياسات التي تنطبق على مجموعات من المرضى والسكان («سياسات الممارسة المبنية على الأدلة»).
سواء طبقت على التعليم الطبي أو القرارات المتعلقة بالأفراد أو المبادئ التوجيهية والسياسات المطبقة على السكان أو إدارة الخدمات الصحية بشكل عام، فإن الطب المبني على الأدلة يدعو إلى أن تستند القرارات والسياسات إلى أقصى حد ممكن إلى الأدلة وليس فقط المعتقدات. من الممارسين أو الخبراء أو المسؤولين. وبالتالي يحاول التأكيد على أن رأي الطبيب، الذي قد يكون محدودا بسبب فجوات المعرفة أو التحيزات، يستكمل بكل المعرفة المتاحة من الأدبيات العلمية حتى يمكن تحديد وتطبيق أفضل الممارسات. إنه يشجع على استخدام طرق رسمية واضحة لتحليل الأدلة وإتاحتها لصانعي القرار. وهو يروج لبرامج لتدريس الأساليب لطلاب الطب والممارسين وواضعي السياسات.
تم تحديد عملية توفر طريقًا موحدًا لأولئك الذين يسعون إلى تقديم دليل على فعالية التدخلات. تم تطويره في الأصل لإنشاء عمليات لإنتاج الأدلة في قطاع الإسكان، والمعيار عام بطبيعته وقابل للتطبيق في مجموعة متنوعة من مجالات الممارسة والنتائج المحتملة ذات الاهتمام.

### الصحة النفسية
لا يتلقى جميع ممارسي الصحة النفسية تدريباً على الأساليب القائمة على الأدلة، وغالباً ما يكون أفراد الجمهور غير مدركين لوجود ممارسات قائمة على الأدلة. وبالتالي، لا يتلقى المرضى دائمًا العلاجات الأكثر فعالية وأمانًا وفعالية من حيث التكلفة المتاحة. لتحسين نشر الممارسات المستندة إلى الأدلة، تحتفظ جمعية العلاجات السلوكية والمعرفية وجمعية علم نفس الأطفال والمراهقين السريريين (القسم 53 من الجمعية الأمريكية للطب النفسي) بمعلومات محدثة على مواقعها الإلكترونية على الممارسات المبنية على الأدلة. في علم النفس للممارسين وعامة الناس. تم وضع بيان إجماعي للممارسات المبنية على الأدلة في قمة حول الرعاية الصحية النفسية في عام 2018. واعتبارًا من 23 يونيو 2019، تم اعتماد هذا البيان من قبل 36 منظمة.

### السياسة الاجتماعية
هناك مطالب متزايدة على مجموعة كاملة من السياسة الاجتماعية وغيرها من القرارات والبرامج التي تديرها الحكومة وقطاع المنظمات غير الحكومية أن تستند إلى أدلة قوية على فعاليتها. وقد شهد هذا زيادة التركيز على استخدام مجموعة واسعة من أساليب التقييم الموجهة نحو الحصول على أدلة حول البرامج الاجتماعية بجميع أنواعها. تم إنشاء تعاون بحثي يسمى تعاون كامبل في مجال السياسة الاجتماعية لتقديم دليل على اتخاذ القرارات المتعلقة بالسياسة الاجتماعية القائمة على الأدلة. يتبع هذا التعاون النهج الرائد في مؤسسة كوكرين في العلوم الصحية. ينطوي استخدام نهج قائم على الأدلة في السياسة الاجتماعية على عدد من المزايا لأنه لديه القدرة على تقليل الميل إلى تشغيل برامج مقبولة اجتماعيًا (على سبيل المثال، التثقيف في مجال المخدرات في المدارس) ولكنها غالبًا ما تكون غير فعالة عند تقييمها.

### البحث العلمي
كما هو الحال مع المجالات الأخرى، فإن العديد من الممارسات في البحث العلمي متجذرة في التقاليد وليست أدلة، وهي غير مثبتة. وجدت ورقة جون ايوانيديس 2005 "لماذا تكون معظم نتائج الأبحاث المنشورة خاطئة" دليلاً على أن هذه الممارسات الرديئة تؤدي بانتظام إلى نتائج زائفة ونفايات هائلة. كانت الورقة هي الأكثر تنزيلًا في المكتبة العامة للعلوم، وتضم أكبر عدد من قراء مندلي في جميع العلوم. "ومنذ ذلك الحين، كانت هناك حركة لاستخدام الممارسة القائمة على الأدلة في إجراء البحوث العلمية في محاولة لمعالجة التكرار الأزمات وغيرها من القضايا الرئيسية التي تؤثر على البحث العلمي، ويطلق على تطبيق الممارسات القائمة على الأدلة على البحث نفسه ما يسمى علم الفوقية.
تسعى البحوث القائمة على الأدلة إلى زيادة جودة البحث العلمي مع تقليل الهدر. يُعرف أيضًا باسم «البحث في البحوث» و «علم العلوم»، لأنه يستخدم طرق البحث لدراسة كيفية إجراء البحث وأين يمكن إجراء التحسينات. المجالات الخمسة الرئيسية للبحث في مجال العلوم هي المنهجية، وإعداد التقارير، والتكاثر، والتقييم، والحوافز. أنتجت البحوث القائمة على الأدلة عددًا من الإصلاحات في العلوم مثل استخدام التسجيل المسبق للدراسة وتنفيذ إرشادات إعداد التقارير بهدف تحسين ممارسات البحث العلمي.